# Список графов и герцогов Савойи
Граф Савойи (фр. comte de Savoie, итал. conte di Savoia), позже герцог Савойи (фр. duc de Savoie, итал. duca di Savoia) — титул правителей феодального образования (сначала графства, затем герцогства), находившегося на территории современных Франции и Италии.

## Графы Савойские
- 1032—1047/1048 : Гумберт I Белорукий (970/975—1047/1058)
- 1047/1048—1051 : Амадей I Хвост (995/1000—после 1051), сын предыдущего
- 1051—1060 : Оттон I (1017—1060), брат предыдущего
- 1060—1078 : Пьер I (1048/1049—1078), сын предыдущего
- 1078—1080 : Амадей II (1050—1080), брат предыдущего
- 1080—1103 : Гумберт II Сильный (1072—1103), сын предыдущего
- 1103—1148 : Амадей III (1095—1148), сын предыдущего
- 1148—1189 : Гумберт III Святой (1136—1189), сын предыдущего
- 1189—1233 : Томас I (1178—1233), сын предыдущего
- 1233—1253 : Амадей IV (1197—1253), сын предыдущего
- 1253—1263 : Бонифаций I Роланд (ум.1263), сын предыдущего
- 1253—1259 : Томас II (1202—1259), дядя предыдущего и его соправитель
- 1263—1268 : Пьер II Маленький Шарлемань (1203—1268), брат предыдущего
- 1268—1285 : Филипп I (1207—1285), брат предыдущего
- 1285—1323 : Амадей V Великий (1253—1323), племянник предыдущего
- 1323—1329 : Эдуард I Либерал (1284—1329), сын предыдущего
- 1329—1329 : Жанна Савойская (1310—1344), дочь предыдущего. В 1329 отказалась от своих прав в пользу дяди, однако в 1330 вновь стала претендовать на графство Савойское. Окончательно отказалась от своих прав в 1339 в обмен на 6000 ливров годового дохода.
- 1329—1343 : Аймон I Тихий (1291—1343), дядя предыдущей
- 1343—1383 : Амадей VI Зелёный (1334—1383), сын предыдущего
- 1383—1391 : Амадей VII Рыжий (1360—1391), сын предыдущего
- 1391—1417 : Амадей VIII Миролюбивый (1383—1451), сын предыдущего. В 1417 получил титул герцога Савойского от императора Сигизмунда I.

## Герцоги Савойские

Герб герцогов Савойских

- 1417—1434 : Амадей VIII Миролюбивый (1383—1451), отрекся в 1434, антипапа Феликс V 1439—1449
- 1434—1465 : Людовик I (1413—1465), сын предыдущего
- 1465—1472 : Амадей IX Счастливый (1435—1472), сын предыдущего
- 1472—1482 : Филиберт I Охотник (1465—1482), сын предыдущего
- 1482—1490 : Карл I Воин (1468—1490), брат предыдущего
- 1490—1496 : Карл II (1489—1496), сын предыдущего
- 1496—1497 : Филипп II Безземельный (1438—1497), брат деда предыдущего
- 1497—1504 : Филиберт II Красивый (1480—1504), сын предыдущего
- 1504—1553 : Карл III Добрый (1486—1553), брат предыдущего
- 1553—1580 : Эммануил Филиберт I Железная Голова (1528—1580), сын предыдущего
- 1580—1630 : Карл Эммануил I Великий (1562—1630), сын предыдущего
- 1630—1637 : Виктор Амадей I (1587—1637), сын предыдущего
- 1637—1638 : Франциск Гиацинт I (1632—1638), сын предыдущего
- 1638—1675 : Карл Эммануил II (1634—1675), брат предыдущего
- 1675—1730 : Виктор Амадей II (1666—1732), сын предыдущего, отрекся в 1730
- 1730—1773 : Карл Эммануил III (1701—1773), сын предыдущего
- 1773—1796 : Виктор Амадей III (1726—1796), сын предыдущего
- 1796—1802 : Карл Эммануил IV (1751—1819), сын предыдущего, отрекся в 1802
- 1802—1821 : Виктор Эммануил I (1759—1824), брат предыдущего, отрекся в 1821
- 1821—1831 : Карл Феликс I (1765—1831), брат предыдущего
- 1831—1849 : Карл Альберт I (1798—1849), кузен предыдущего, отрекся в 1849
- 1849—1859 : Виктор Эммануил II Порядочный Король (1820—1878), сын предыдущего

В 1859 титул герцога Савойского был упразднен.